# ⑩ MY ME
『⑩ MY ME』（ジュウ マイ メ）は、2010年3月17日にアップフロントワークス（zetimaレーベル）から発売されたモーニング娘。の10枚目のオリジナルアルバムである。

## 概要
- 初回生産限定盤と通常盤の2形態で発売。初回生産限定盤はCD+DVD、通常盤はCDのみ。通常盤の初回仕様にはフォトカードが封入されている。
- 「しょうがない 夢追い人」「なんちゃって恋愛」「気まぐれプリンセス」のシングル曲3曲は久住小春在籍時の楽曲である。
- アルバム曲の8曲中の3曲は、世代ごとのグループ（5期・6期・8期）編成である。また、ソロ曲はなく全員歌唱曲が前作から増加した。

## 収録曲

### CD
- 全作詞・作曲：つんく / プロデュース：つんく♂

1. Moonlight night 〜月夜の晩だよ〜 [3:42]
  - 編曲：田中直
2. 気まぐれプリンセス [4:18]
  - 編曲：大久保薫

41stシングル。久住小春参加ラストシングル。
3. 元気ピカッピカッ! [4:18]
  - 編曲：大久保薫

『モーニング娘。コンサートツアー2010春 〜ピカッピカッ!〜』のコンサートタイトルに使われている曲。
4. 涙ッチ [3:38]
  - 編曲：江上浩太郎

つんく♂のイメージでは「ロックな卒業式ナンバー」であり[2]、発売以降の卒業ライブではラストナンバーとして披露されることが多い[3]。
5. 女が目立って なぜイケナイ [3:53]
  - 編曲：鈴木Daichi秀行

42ndシングル。
6. 大きい瞳 / 亀井絵里・道重さゆみ・田中れいな [4:43]
  - 編曲：平田祥一郎
7. あの日に戻りたい / 高橋愛・新垣里沙 [4:33]
  - 編曲：大久保薫
8. なんちゃって恋愛 [4:21]
  - 編曲：大久保薫

40thシングル。
9. 大阪 美味いねん / 光井愛佳・ジュンジュン・リンリン [3:10]
  - 編曲：田中直
10. Loving you forever [5:03]
  - 編曲：鈴木俊介

元々は本作のラストナンバーを想定して作曲された[2]。全員にソロパートが用意されている。
11. しょうがない 夢追い人 [5:04]
  - 編曲：平田祥一郎

39thシングル。
12. 雨の降らない星では愛せないだろう?（中国語Ver.） [4:17]
  - 中文詞：鄭昭仁 / 編曲：大久保薫・湯浅公一

前作『プラチナ 9 DISC』に収録された「雨の降らない星では愛せないだろう?」の全中文詞バージョン。ジュンジュンとリンリンがメインボーカルを務める。イントロはアコースティックギターによるアレンジに変更されている。

### 初回生産限定盤付属DVD
1. 女が目立って なぜイケナイ（高橋愛 Solo Ver.）
2. 女が目立って なぜイケナイ（新垣里沙 Solo Ver.）
3. 女が目立って なぜイケナイ（亀井絵里 Solo Ver.）
4. 女が目立って なぜイケナイ（道重さゆみ Solo Ver.）
5. 女が目立って なぜイケナイ（田中れいな Solo Ver.）
6. 女が目立って なぜイケナイ（光井愛佳 Solo Ver.）
7. 女が目立って なぜイケナイ（ジュンジュン Solo Ver.）
8. 女が目立って なぜイケナイ（リンリン Solo Ver.）
9. 女が目立って なぜイケナイ（モベキマス! Live Ver.）
（Hello! Project 2010 WINTER 歌超風月 〜モベキマス!〜 2010.1.9中野サンプラザにて収録）
10. アルバムジャケット撮影 メイキング

## 参加メンバー
- 5期：高橋愛・新垣里沙
- 6期：亀井絵里・道重さゆみ・田中れいな
- 7期：久住小春
- 8期：光井愛佳・ジュンジュン・リンリン

## 参加ミュージシャン
- モーニング娘。：Chorus (#12)
  - 高橋愛：Chorus (#1 - #5, #7, #8, #10, #11)
  - 新垣里沙：Chorus (#7)
  - 亀井絵里：Chorus (#3, #5, #6, #10)
  - 道重さゆみ：Chorus (#11)
  - リンリン：Chorus (#9)
- つんく♂：Chorus (#1)
- 田中直：Programming (#1, #9)
- 鎌田こーじ：Guitar (#2, #11), E. Guitar (#1, #3 - #6, #9, #12), A. Guitar (#5)
- 大久保薫：Keyboard (#2, #3, #7, #8), Programming (#2, #3, #7, #8, #12)
- 大先生室屋ストリングス：Strings (#2, #7)
  - 大先生室屋：Violin (#3)
- 江上浩太郎：Programming (#4)
- 鈴木 "Daichi" 秀行：Programming (#5), Guitar (#5)
- 高尾俊行：Drums (#5)
- クラッシャー木村：Violin (#5)
- 平田祥一郎：Programming (#6, #11)
- 弦一徹ストリングス：Strings (#8)
- 鈴木俊介：Programming (#10), Guitar (#10)
- CHINO：Chorus (#10)
- 真部裕ストリングス：Strings (#10)
- 湯浅公一：Programming (#12)
- 高橋諭一：A. Guitar (#12)